# Ферпорт Харор (Охајо)
Ферпорт Харор (енгл. Fairport Harbor) град је у америчкој савезној држави Охајо.

## Демографија
По попису из 2010. године број становника је 3.109, што је 71 (-2,2%) становника мање него 2000. године.
| Група             | 2000.         | 2010.         |
| Белци             | 3.076 (96,7%) | 2.912 (93,7%) |
| Афроамериканци    | 18 (0,6%)     | 65 (2,1%)     |
| Азијати           | 5 (0,2%)      | 10 (0,3%)     |
| Хиспаноамериканци | 44 (1,4%)     | 67 (2,2%)     |
| Укупно            | 3.180         | 3.109         |